# The Giving Tree
The Giving Tree (El árbol que da o El árbol generoso), publicado por primera vez en 1964, es un libro infantil escrito e ilustrado por Shel Silverstein. Este libro se ha convertido en uno de los más famosos de Silverstein y ha sido traducido a más de 30 idiomas.

## Argumento
La historia es una moraleja sobre la relación entre un niño y un árbol del bosque. El árbol y el niño se convierten en amigos. El árbol siempre le da al niño todo lo que quiere: ramas de las que colgarse, sombra bajo la que sentarse, manzanas para comer, ramas para construir una casa. En tanto que el niño crece, pide más cosas al árbol. El árbol quiere al niño mucho y le da cualquier cosa que él pide. En un último acto de sacrificio propio, el árbol deja que el niño lo tale para que este pueda construir una barca con la que pueda navegar. El niño deja al árbol, ya un tocón. Muchos años después, el niño, que ya es un hombre viejo, vuelve y el árbol le dice "no tengo nada más que darte". El niño le contesta todo lo que necesita es un lugar tranquilo para sentarse y descansar mientras espera la muerte. El árbol le hace este favor muy contento.

## Análisis
Desde el momento en que el libro fue publicado, generó controversia y opiniones opuestas sobre las interpretaciones de sus mensajes, sobre si el árbol es desinteresado o si sólo hace un sacrificio propio, y sobre si el niño es egoísta o razonable en sus peticiones al árbol. La historia muestra claramente a la infancia como un tiempo de relativa felicidad en comparación con el sacrificio y la responsabilidad de la edad adulta. La historia sólo usa la palabra "necesito" al final, para describir la necesidad del niño (ahora viejo) de un lugar para descansar; para el resto de sus deseos usa la palabra "quiero".
La reseña de The Giving Tree: A Symposium muestra a algunos lectores académicos describiendo el libro como un retrato de un vicio, una relación parcial entre el árbol y el niño: con el árbol como un donante desinteresado y el niño como un ser codicioso y nunca satisfecho que constantemente recibe, y que nunca da nada a cambio al árbol; un amor egoísta que puede ser deformada e imitada por los lectores infantiles. De hecho, algunos de estos académicos hablan de un árbol o bien como un padre irresponsable cuyo sacrificio propio ha dejado al hijo sin capacidad de poder arreglárselas por sí mismo (lo que le lleva a acabar solo) o como un desesperado codependiente. Otros sugieren que el libro es un cuento sobre el amor incondicional y la generosidad: el árbol da todo lo que posee al niño porque lo quiere, y sus sentimientos son devueltos por el niño cuando vuelve al árbol para descansar. De este modo, la relación entre el árbol y el niño según crece puede verse como algo similar a lo que ocurre entre madre e hijo; a pesar de no recibir nada a cambio durante mucho tiempo, el árbol antepone las necesidades del niño, porque quiere que este sea feliz. De hecho, el único momento en que el árbol parece triste es cuando siente que no tiene nada más que dar al niño y que el niño nunca volverá.
Como Timothy Jackson, profesor de Estudios Religioso en la Universidad de Stanford dijo:

¿Es este un cuento triste? Bien, es triste del mismo modo que la vida lo es. Todos estamos necesitados, y, si tenemos suerte, crecemos usando a otros y siendo usado por otros. Las lágrimas caen en nuestra vida como las hojas de los árboles. Nuestra finitud no es algo que lamentar o despreciar; es, precisamente, lo que hace posible el dar (y recibir). Cuánto más se acuse al niño, más se acusa a la existencia humana. Cuando más se acuse al árbol, más tienes que faltar a la idea de paternidad. ¿Deberían los regalos del árbol ser contingentes con la gratitud del niño? Si así fuese, si los padres y las madres esperasen reciprocidad antes de preocuparse por sus niños, estaríamos condenados.

Al unir la historia con la condición humana, Jackson asevera que los lectores deben identificarse tanto con el niño como con el árbol.

## Interpretación ambiental
Algunos han preferido interpretar la historia en términos de la relación entre la especie humana y el planeta. Esto es, la Especie Humana ha tomado una buena parte de los irreemplazables recursos de la Madre Tierra y no ha dado nada a cambio. El final del libro podría ser visto como la metáfora de la última esperanza tanto para el planeta como para la Especie Humana: que nos habremos agotado consumiendo los recursos de este planeta y al final todo lo que podemos ofrecer es un lugar para descansar; todo lo que en verdad necesitamos.